# Língua hmu
A Língua Hmu (hveb Hmub), também chamada Qiandong Miao (黔东 Miao Guizhou Oriental), Miao Central, Hmongic Oriental, ou (algo ambíguo) Miao Negro, é um grupo dialetal das línguas Hmongic da China que é falada pelas etnias Miao e Yao. O dialeto melhor estudado é o da vila Yǎnghāo (养蒿), do condado Taijiang, Guizhou.
Qanu 咯 努, uma variedade de Hmu, tinha 11.450 falantes em 2000, sendo falado apenas ao sul da cidade de Kaili, Guizhou.
 O Qanu é etnoculturalmente distinto dos outros dialetos Hmu.

## Classificação
Hmu foi reconhecido como um ramo das línguas Hmongic desde a década de 1950. Wang (1985) reconheceu três variedades. Matisoff (2001) tratou essas 3 como linguagens distintas, o que se reflete em Ethnologue. Lee (2000) adicionou uma quarta variedade, Hmu Ocidental (10 mil falantes), entre o povo Yao, e  Matisoff (2006) lists sete (Daigong, Kaili [N], Lushan, Taijiang [N], Zhenfeng [N], Phö, Rongjiang [S]).

## Dialetos
Auto denominações incluem m̥hu˧ in Kaili |Kaili, mo˧ em Jinping , mu˩˧em Tianzhu, m̥ə˧ em Huangping , qa˧ nəu˩˧ em partes de Qiandongnan (Miaoyu Jianzhi 苗语简志 1985) e ta˩ mu˩ um Rongshui Miao Autônomo, Guangxi. língua Ná-Meo, falada pelo povo Mieu de Cao Minh, Tràng Định , Lạng Sơn , Vietnã, que pode ser reacionada.

## Subdivisões e distribuição

### Wang (1985)
Wang Fushi (1985) - grupos das línguas Qiandong Miao como segue:
- Norte: um milhão de falantes em Kaili, Majiang, Nandan, Leishan, Taijiang, Huangping, Jianhe, Zhenyuan, Sansui, Shibing, Sandu, Fuquan, Pingba, Zhenning, Xingren, Zhenfeng, Anlong, Wangmo, etc.
- Leste: 250 mil falantes em Jinping, Liping, Jianhe, Jingzhou, Tongdao, Huitong, etc.
- Sul: 350 mil falantes em Rongjiang, Congjiang, Nandan, Sandu, Rongshui, Sanjiang, etc. Inclui língua Na Meo do norte do Vietnã. [6]
- Oeste (Língua Raojia): 15 mil falantes Heba de Majiang, Mianluo de Duyun, Sandu, Rongjiang, partes de Nandan

### Wu (2009)
Wu Zhengbiao (2009) Divide Hmu em sete dialetos diferentes. As classificações passadas geralmente incluem apenas 3 ou 4 dialetos. Por exemplo, Li Jinping & Li Tianyi (2012), com base em classificações do passado, divide Hmu nos 3 dialetos do Norte, do Sul, and Eastern. localizações de dialetos representativos são de Li Yunbing (2000).
- Leste (dialeto representativo: Sanjiang  三江乡, Jinping , Guizhou)
  - Jinping , Guizhou(em Ouli 偶里寨 de  Ouli  偶里乡, etc.)
  - Jingzhou de Hunan (em Caidiwan 菜地湾,[12] etc.)
  - Huitong, Hunan
- Norte (dialeto representativo: Yanghao 养蒿村, Guading 挂丁镇, Kaili  Guizhou)
  - Kaili |Kaili (em Yanghao 养蒿 de Guading  挂丁镇, etc.)
  - Leishan
  - Taijiang
  - Shibing
  - Gedong 革东镇 em Jianhe
  - Huangping
  - Fuquan
  - Weng'an
  - Xingren
  - partes de Anlong
  - Yangwu 杨武乡, Longquan 龙泉镇, Paidiao 排调镇, Xingren 兴仁镇 s, partes de Yahui 雅灰乡 em Danzhai
  - Duyun
    - Bagu  坝固镇: Jijia 鸡贾, Yanglie 羊列, Baduo 把朵, Metao 么陶
    - Wangsi  王司镇: Taohua 桃花, Xinchang 新场, Wulu 乌路, Wuzhai 五寨
    - Pu'an  普安镇: Zongjiang 总奖村, Guanghua 光华村, Xingfu 幸福村
- Nordeste
  - Zhaitou 寨头村, Baye 巴冶村 e Liangshan 良上村de Sansui
  - Gaoyongzhai 高雍寨, Guanme  观么乡, Jianhe
- Oeste (inclui língua Raojia; 'dialeto representativo': Baixing 白兴村, Heba  河坝乡, Majiang , Guizhou)
  - Heba  河坝村, Longshan  龙山乡, Majiang
  - Raohe 绕河村, Luobang  洛邦乡, Duyun (também em Pingzhai 坪寨 de Wu'ai  五爱村)
- Sul ('dialeto representativo: Yangpai 羊排村, Yangwu  扬武乡, Danzhai , Guizhou)
  - Sandu : Lalan 拉揽乡 (em Paishaozhai 排烧寨, etc.), Jiaoli 交梨乡, Dujiang 都江镇 s; Jialan 甲揽, Yangwu 羊吴, Dediao 的刁, Hongguang 红光 e Wuyun 巫匀 de Pu'an  普安镇
  - Danzhai : Paidao 排岛 e Paimo 排莫 e Yahui  雅灰乡
- Southeastern 1 (dialeto representativo: Datu village 大土村, Jiuqian  九迁乡, Libo , Guizhou)
  - Datu 大土村, Shuiwei 水维村, Jialiao 甲料村 em Jiarong 佳荣镇 , Libo
  - parts of Jiajiu 加鸠乡 , Congjiang
  - Xunle  馴乐苗族乡, Huanjiang
- Sodoeste 2 (Representative dialect: Zhenmin 振民, Gongdong  拱洞乡, Rongshui , Guangxi)
  - Bingmei 丙妹镇, Tingdong 停洞乡, Cuili 翠里乡, muito de Yueliangshan 月亮山 em Congjiang
  - Rongjiang
  - Rongshui  (in Gunqinzhai 滚琴寨 of Dongtou  洞头乡, Yaogao 尧告,[12] etc.)
  - Sanjiang
  - Norte do Vietnã (Lang Son, Cao Bang, Bac Kan, Tuyen Quang): língua Ná-Meo[6]

## Escrita
O Qiandong Miao Setentrional, também conhecido como Central Miao e como Guizhou Oriental Hmu (黔东 方言  Qián-Dōng fāngyán ), foi escolhido como o padrão de escrita para livros didáticos de língua Hmu na China, com base na pronúncia de Yǎnghāo (养 蒿 ).

## Fonologia

### Consoantes
|                     |                     | Labial  | Alveolar | Palatalized alveolar | Velar   | Uvular  | Glotal |
| ------------------- | ------------------- | ------- | -------- | -------------------- | ------- | ------- | ------ |
| Nasal               | fortis              | m /m/   | n /n/    | ni /nʲ/              | ng /ŋ/  |         |        |
| Nasal               | aspirada            | hm /m̥ʰ/ | hn /n̥ʰ/  | hni /n̥ʲʰ/            |         |         |        |
| Plosiva             | tenuis              | b /p/   | d /t/    | di /tʲ/              | g /k/   | gh /q/  | (/ʔ/)  |
| Plosiva             | aspirada            | p /pʰ/  | t /tʰ/   | ti /tʲʰ/             | k /kʰ/  | kh /qʰ/ |        |
| Africada            | tenuis              |         | z /ts/   | j /tɕ/               |         |         |        |
| Africada            | aspirada            |         | c /tsʰ/  | q /tɕʰ/              |         |         |        |
| Central fricativa   | fortis              | w /v/   | r /z/    | y /ʑ/                | v /ɣ/   |         |        |
| Central fricativa   | tenuis              | f /f/   | s /s/    | x /ɕ/                |         |         | h /h/  |
| Central fricativa   | aspirada            | hf /fʰ/ | hs /sʰ/  | hx /ɕʰ/              | hv /xʰ/ |         |        |
| Lateral fricativa   | tenuis              |         | dl /ɬ/   | dli /ɬʲ/             |         |         |        |
| Lateral fricativa   | aspirada            |         | hl /ɬʰ/  | hli /ɬʲʰ/            |         |         |        |
| Lateral aproximante | Lateral aproximante |         | l /l/    | li /lʲ/              |         |         |        |

[ʔ] is not distinct from a zero initial (that is, if we accept /ʔ/ as a consonant, there are no vowel-initial words in Hmu), and only occurs with tones 1, 3, 5, 7.
The aspirated nasals and fricatives do not exist in Southern or Eastern Hmu; cognates words use their unaspirated homologues. Further, in Eastern Hmu, di, ti merge into j, q; c merges into x; r (Northern /z/) merges into ni; and v is pronounced [w]. In Southern Hmu, words cognate with hni (and some with ni) are pronounced [nʲʑ]; those with r are [nz]; and some words exchange s and x.

### Vogais
|         | Anterior | Anterior | Central | Central | Posterior | Posterior |
| oral    | nasal    | oral     | nasal   | oral    | nasal     |           |
| ------- | -------- | -------- | ------- | ------- | --------- | --------- |
| Fechada | i /i/    |          |         |         | u /u/     |           |
| Média   | ai /ɛ/   | en /en/  | e /ə/   |         | o /o/     | ong /oŋ/  |
| Aberta  |          |          |         |         | a /ɑ/     | ang /ɑŋ/  |

Ai /ɛ/ não ocorre depois de consoantes palatizadas. /en/ depois de consoantes palatizadas é pronunciada in.
|                                | Fechamento |
| ------------------------------ | ---------- |
| Componente fechado é frontal   | ei /ej/    |
| Componente fechado é posterior | eu /əw/    |

Ditongos adicionais ocorrem em palavras de origem chinesa.

### Tons
Todos os dialetos têm oito tons. Não há tons “sandhi” (típico de línguas chinesas); Na tabela abaixo, o Hmu do Norte é representado pela vila de Yanghao ( em Kaili), Hmu Oriental pela aldeia de 偶  Guizhou, Condado de Jinpin e Hmu do Sul por 振 民  Condado autônomo de Rongshui ..
| Tom | Letra | Setentrional | Oriental | Meridional |
| --- | ----- | ------------ | -------- | ---------- |
| 1   | b     | ˧ 3          | ˧ 3      | ˧ 3        |
| 3   | d     | ˧˥ 35        | ˨̤ 2      | ˧˥ 35      |
| 5   | t     | ˦ 4          | ˦˥ 45    | ˦ 4        |
| 7   | k     | ˥˧ 53        | ˨˦ 24    | ˨˦ 24      |
| 2   | x     | ˥ 5 ~ ˦˥ 45  | ˦˨ 42    | ˥˧ 53      |
| 4   | l     | ˩̤ 1          | ˨˩ 21    | ˧˩ 31      |
| 6   | s     | ˩˧̤ 13        | ˥ 5      | ˨̤ 2        |
| 8   | f     | ˧˩ 31        | ˩˨̤ 12    | ˨˩˧ 213    |

Os tons mais baixos— Os tons do norte 4 e 6, os tons 3 e 8 orientais e o tom do sul 6 – são ditos com tendo a consoante anterior “murmurada” (voz “soprada”) d), presumivelmente significando que estes são tons murmurados como em outras linguagens Hmongic. Eles são marcados com ◌̤ na tabela.